# 千知
千知（せしる、1997年2月7日 - ）は、日本の元アイドルである。
京都府出身。元ケイダッシュステージ所属。

## 人物
- イケメン女子グループ THE HOOPERS（ザ・フーパーズ）・AXELLの元メンバーを経て、ロック系男装アイドルグループael-アエル-の元メンバー。いずれもメンバーカラーは緑色。
- 宝塚の大ファン

## 経歴
2013年 - 2014年
- 2013年秋 - 2014年冬にかけて風男塾弟分オーディションが開催され、約5000人の中から合格する。
- 2014年5月2日、インターネットテレビ『イケスタ』において初お披露目され、AXELLのメンバー、千知として活動することが発表された。

2015年
- 7月6日、佑妃（THE HOOPERS）が体調不良（ストレス性胃腸炎）のため暫くの間休養する事を発表し、その間の代役としてTHE HOOPERSに加入することが発表された。
- 9月29日、THE HOOPERSの初のワンライブにて、THE HOOPERSに正式加入（AXELLと兼任）する事が発表された[1]。
- 11月15日、ニコファーレで開催されたTHE HOOPERSの初のワンマンライブにて、正式メンバーとして加入、8人体制によるお披露目公演を行った[2]。

2018年
- 12月6日、SHOWROOMでの放送にてイケメン女子プロジェクト大改革を行うとし、ザ・フーパーズ・AXELLとしての活動は2019年1月25日のワンマンライブが最後になることが発表された[3]。

2019年
- 1月25日、神田明神ホールにおいて、ザ・フーパーズラストライブ『FINAL FANTASIA〜愛の全部、For You!』が行われ、ザ・フーパーズとしての活動は終了となった[4]。
- 2月3日、代官山LOOPで行われたラストライブをもってAXELLとしての活動は終了となった。
- 3月1日、男装アイドルプロジェクト「dreamBoat」が発足され、新ユニットael-アエル-の花園千知として活動することが発表された。

2020年
- 2月11日、渋谷ストリームホールで行われたライブをもってael-アエル-を卒業した。
- 2月26日、ソロイベント「2020年　#千知ファミリー大感謝祭！！」をもって、芸能活動を引退した。
- 12月3日、自身のTwitterにて YouTubeチャンネル「せしるちゃんねる」の開設を発表した。

2022年
- 1月30日、自身のTwitter、インスタグラムにて公式ファンクラブ「せしるーむ」の開設を発表した。

## 出演

### ソロライブ
| 2019年  | 2019年                                                            | 2019年      | 2019年                 | 2019年 |
| 公演日  | 公演名                                                            | 会場        | 備考                   |        |
| ------- | ----------------------------------------------------------------- | ----------- | ---------------------- | ------ |
| 09月8日 | せしる、ソロライブはじめました。 〜きょうは千知がやりたい放題！〜 | 代官山 LOOP | 千知初めてのソロライブ |        |

| 2020年   | 2020年                             | 2020年                   | 2020年                                                     | 2020年 |
| 公演日   | 公演名                             | 会場                     | 備考                                                       |        |
| -------- | ---------------------------------- | ------------------------ | ---------------------------------------------------------- | ------ |
| 02月26日 | 2020年 #千知ファミリー大感謝祭！！ | 東京カルチャーカルチャー | ゲストにAXELLの元メンバーであるあすか(藤田彩加)とLeeが出演 |        |

| 2022年   | 2022年               | 2022年            | 2022年               | 2022年 |
| 公演日   | 公演名               | 会場              | 備考                 |        |
| -------- | -------------------- | ----------------- | -------------------- | ------ |
| 07月17日 | 千知の日 in 京都     | 京都 Second Rooms | ギター弾き語り初披露 |        |
| 2023年   |                      |                   |                      |        |
| 公演日   | 公演名               | 会場              | 備考                 |        |
| 02月11日 | (誕生日イベント)京都 | 京都 Second Rooms | 予定                 |        |

### 対バン・参加ライブ
| 2022年   | 2022年                                     | 2022年         | 2022年                                           | 2022年 |
| 公演日   | 公演名                                     | 会場           | 備考                                             |        |
| -------- | ------------------------------------------ | -------------- | ------------------------------------------------ | ------ |
| 10月3日  | 桜愛美・Amamiya Maako・千知 スリーマンLIVE | 下北沢 CLUB251 | アコースティックライブ                           |        |
| 11月26日 | うてばひびく vol.59                        | 新宿 SAMURAI   | ミスフィットプラネットのゲストボーカルとして参加 |        |

### イベント
2020年
- 2月14日「緑と赤のチョコレートパーティー2020」会場:WALLOP放送局
  - notallの片瀬成美との合同イベント

2022年
- 12月24日「クリスマスイベント」
  - 片瀬成美との合同イベント

### 配信
- YouTubeチャンネル『M-Trust RECORDS』ゲスト

「〇〇年前 小学生だったファンが人気アーティストになっていたので、共演してみた件」（2022年7月20日）
京都出身のシンガーソングライター　MITSU　と共演、「スマイルパワー☆」を歌唱
- YouTubeチャンネル『TOKYO BAY GANGS！』

「【初心者必見】絶好調！初めてのボートハゼ 江戸川放水路」（2022年10月15日）

## 脚引
1. ↑  “イケメン女子THE HOOPERS、11月に初ワンマン&8人体制発表”.  ORICON STYLE (2015年9月29日). 2015年9月29日閲覧。
2. ↑  “イケメン女子”THE HOOPERS、8人の新体制による初パフォーマンスを披露”.  M-ON! Press (2015年11月16日). 2015年11月23日閲覧。
3. ↑  “ザ・フーパーズ、イケメン女子プロジェクトの大改革により活動終了”.  音楽ナタリー (2018年12月6日). 2018年12月7日閲覧。
4. ↑  “イケメン女子グループ、ザ・フーパーズが神田明神ホールで熱狂のラストライブ開催！世界に向けた新プロジェクトが始動！”.  WWSチャンネル (2019年1月26日). 2019年1月26日閲覧。